# Золотоноша (Северо-Казахстанская область)
Золотоноша (каз. Золотоноша) — село в районе имени Габита Мусрепова Северо-Казахстанской области Казахстана. Входит в состав Рузаевского сельского округа. Находится примерно в 47 км к юго-востоку от села Новоишимское, административного центра района, на высоте 304 метров над уровнем моря. Код КАТО — 596657300.

## Население
В 1999 году численность населения села составляла 363 человека (169 мужчин и 194 женщины). По данным переписи 2009 года, в селе проживало 132 человека (61 мужчина и 71 женщина).